# Jacqueline Bisset
Winifred Fraser Jacqueline Bisset (født. 13. september 1944 i Weybridge, Surrey, England) er en engelsk filmskuespiller.

## Filmografi
- Casino Royale (1967)
- Bullitt (1968)
- Den amerikanske nat (1973)
- Murder on the Orient Express (1974)
- The Deep (1977)
- Backstabbing for beginners (2017)